# Список председателей Парламента Эстонии

Список председателей Парламента Эстонии.

## Председатели Земского Совета Эстляндии (1917 — 1919)
- Артур Вальнер (4 июля 1917 — 25 октября 1917)
- Отто Штрандман (25 октября 1917 — 27 ноября 1918)
- Адо Бирк (27 ноября 1918 — 3 февраля 1919)
- Каарель Партс (3 февраля 1919 — 23 апреля 1919)

## Председатель Эстонского Учредительного Собрания (1919 — 1920)
- Аугуст Рей (23 апреля 1919 — 20 декабря 1920)

## Председатель Рийгикогу Эстонии (1920 — 1937)
- Отто Штрандман (4 января 1921 — 18 ноября 1921)
- Юхан Кукк (18 ноября 1921 — 20 ноября 1922)
- Константин Пятс (20 ноября 1922 — 7 июня 1923)
- Яан Тыниссон (7 июня 1923 — 27 мая 1925)
- Аугуст Рей (9 июня 1925 — 20 июня 1926)
- Каарел Ээнпалу (20 июня 1926 — 19 июля 1932)
- Яан Тыниссон (19 июля 1932 — 18 мая 1933)
- Каарел Ээнпалу (18 мая 1933 — 29 августа 1934)
- Рудольф Пенно (29 августа 1934 — 31 декабря 1937)

## Председатели Государственной Думы Эстонии (1938 — 1940)
- Юри Улуотс (21 апреля 1938 — 12 октября 1939)
- Отто Пукк (12 октября 1939 — 5 июля 1940)
- Арнольд Веймер (21 июля 1940 — 25 августа 1940)

## Председатели Государственного Совета Эстонии (1938 — 1940)
- Михкель Пунк (21 апреля 1938 — 5 июля 1940)

## Председатели Верховного Совета Эстонской ССР (1940 — 1990)
- Сасси, Вольдемар Самуилович (25 августа 1940 — ?)
- Крюндель, Аугуст Францевич (5 марта 1947 — ?)
- Саат, Йоосеп Максимович (5 апреля 1955 — 23 апреля 1959)
- Ильвес, Харальд Яакович (23 апреля 1959 — 18 апреля 1963)
- Вяльяс Вайно Йоосепович (18 апреля 1963 — 20 апреля 1967)
- Кооп, Арнольд Викторович (20 апреля 1967 — 18 декабря 1968)
- Вахе, Ильмар Аугустович (18 декабря 1968 — 4 июля 1975)
- Лотт, Йоханнес Адович (4 июля 1975 — 13 декабря 1978)
- Суурханс, Юрий Хиндрикович (13 декабря 1978 — 5 июля 1982)
- Педак, Матти Арнольдович (5 июля 1982 — 27 марта 1985)
- Роосмаа, Вальде Руудивич (27 марта 1985 — 18 мая 1989)
- Силлари, Энн-Арно Аугустович (18 мая 1989 — 28 марта 1990)
- Рюйтель Арнольд Фёдорович — (29 марта 1990 — 8 мая 1990) — 8 мая 1990 Эстонская ССР переименована в Эстонскую Республику

## Председатель Верховного Совета Эстонии (1990 — 1992)
- Арнольд Рюйтель (8 мая 1990 — 6 октября 1992) — Верховный Совет сложил полномочия в пользу Рийгикогу

## Председатели Рийгикогу (1992 — н.в.)
- Юло Нугис (21 октября 1992 — 21 марта 1995)
- Тоомас Сави (21 марта 1995 — 31 марта 2003)
- Эне Эргма (31 марта 2003 — 23 марта 2006)
- Тоомас Варек (23 марта 2006 — 2 апреля 2007)
- Эне Эргма (2 апреля 2007 — 20 марта 2014)
- Эйки Нестор (20 марта 2014 — 29 марта 2019)
- Хенн Пыллуаас (29 марта 2019 — н.в.)